# أيام سعيدة
أيام سعيدة (بالإنجليزية: Happy Days)‏ هو مسلسل من نوع كوميديا الموقف تم إنتاجه في الولايات المتحدة. وهو من تأليف غاري مارشال، وبطولة رون هاوارد، توم بوسلي، هنري وينكلر، إيرين موران والمولينارو.
عرض المسلسل لأول مرة على هيئة الإذاعة الأمريكية في 15 يناير 1974 بينما عرضت آخر حلقة منه في 24 سبتمبر 1984 بعد أن استمر لقرابة 10 أعوام. بلغ عدد مواسم المسلسل 11 موسما، وعدد حلقاته 255 حلقة، ومدة الحلقة الواحدة 25 دقيقة.

## روابط خارجية
- أيام سعيدة على موقع IMDb (الإنجليزية)
- أيام سعيدة على موقع ميتاكريتيك (الإنجليزية)
- أيام سعيدة على موقع الموسوعة البريطانية (الإنجليزية)
- أيام سعيدة على موقع روتن توميتوز (الإنجليزية)
- أيام سعيدة على موقع فيلمافينيتي (الإسبانية)
- أيام سعيدة على موقع كينوبويسك (الروسية)
- أيام سعيدة على موقع ألو سيني (الفرنسية)
- أيام سعيدة على موقع قاعدة بيانات الفيلم (الإنجليزية)